# Ailama
Ailama (Georgisch: აილამა, აჰლამა) is een bergtop van 4547 meter boven zeeniveau op de grens van Georgië en Rusland in hun respectievelijke deelgebieden Ratsja-Letsjchoemi en Kvemo Svaneti en Kabardië-Balkarië. De Ailama ligt in de bergkam en waterscheiding van de Grote Kaukasus.